# Акоазм
Акоа́зм (др.-греч. ἄκουσμα — слышимое) — элементарная слуховая галлюцинация в форме отдельных звуков: шум, звон, оклики, выстрелы, музыка, стуки и т. п.

## Характерные патологии
У пациента возникают навязчивые звуковые галлюцинации, носящие периодический или постоянный характер. Особенностью проявления является осознание пациентом нереальности происходящего. Наплыв акоазмов квалифицируется как акоазматический галлюциноз.

## Причины
Акоазм может быть симптомом как различных психических заболеваний, так и переутомления или стресса организма. Различаются несколько наиболее встречаемых видов патологии:
- металкогольный
- гипоксический (фоновое кислородное голодание)
- травматический
- сосудистый
- инфекционный психоз
- шизофренический (на всех стадиях болезни)

## Лечение
В легких формах, когда акоазм вызван внешним воздействием на организм (опьянение, недостаток кислорода, переутомление, травма), достаточно поднять уровень витамина C и полиненасыщенных жирных кислот. В случаях, когда акоазм является симптомом серьёзных психических расстройств, необходимо, не откладывая, обратиться к психиатрам.